# Anectropis reformata
Anectropis reformata là một loài bướm đêm trong họ Geometridae.